# Ian Smith (rugbista 1903)
Ian Scott Smith (Melbourne, 31 ottobre 1903 – Edimburgo, 18 settembre 1972) fu un rugbista a 15 internazionale per la Scozia.
Benché nato in Australia e cresciuto in Nuova Zelanda, si trasferì in Inghilterra completando i suoi studi all'Università di Oxford.
Grazie all'esistenza di una parentela nei Scottish Borders fu idoneo a rappresentare la Scozia.

## Biografia
Ian Smith venne convinto a praticare il rugby da George MacPherson durante gli anni passati all'Università di Oxford, dopo avere in precedenza giocato a calcio.
Debuttò con la nazionale scozzese il 2 febbraio 1924 nella partita contro il Galles, segnando anche due mete che contribuirono alla vittoria finale 35-10 della Scozia..
Durante lo stesso anno Smith disputò anche due partite con le Isole britanniche durante il tour in Sudafrica.
Nel 1925 Smith giocò in tutte e quattro le partite del Cinque Nazioni realizzando in totale 8 mete, che ancora oggi rappresentano un record per una singola edizione del torneo e coronando una stagione memorabile con il primo storico Grande Slam realizzato dalla Scozia.
Al Cinque Nazioni 1926 Smith disputò nuovamente tutte e quattro le partite della Scozia segnando due mete contro l'Inghilterra a Twickenham; l'anno successivo giocò tre partite segnando quattro mete, due contro la Francia e due contro l'Inghilterra. In questi due anni Scozia e Irlanda vinsero a pari merito il Cinque Nazioni. Nel 1928 Smith non giocò, ma l'anno successivo Smith disputò ancora una volta tutti e quattro gli incontri della Scozia segnando tre mete, due delle quali contro l'Inghilterra, e vincendo il Cinque Nazioni.
L'ultimo incontro internazionale della sua carriera fu nel 1933 contro l'Irlanda, guidando da capitano la propria nazionale alla conquista della Triple Crown.
Insieme a Tony Stanger, Ian Smith è il maggiore realizzatore di mete della Scozia e con le 24 mete segnate al Cinque Nazioni deteneva anche il record del maggior numero di mete segnate in questa competizione, prima di essere superato da Brian O'Driscoll nel 2011. Venne soprannominato Flying Scot (scozzese volante) per la sua abilità nel concludere un'azione di gioco segnando una meta.